# 乔治·克列孟梭
喬治·邦雅曼·克里蒙梭（法語：Georges Benjamin Clemenceau；1841年9月28日—1929年11月24日），法國政治家、記者、作家，曾兩度出任法国总理，並擔任過內政部長、國會議員等職務，綽號「老虎」、「勝利之父」。他在第一次世界大战後期領導法國贏得戰爭，並在巴黎和会擔任法國代表。
克里蒙梭出生在法國旺代省的醫生世家，父母皆是无神论者且支持共和制，他也因此成為堅定的共和主义與反教权主義者。他在南特完成中學教育，然後於1860年代到巴黎學習醫學，同時創建報紙批評法皇拿破仑三世的統治。1865年，他完成博士論文後前往美國，在該地認識其妻瑪麗·普盧默。他於1869年返回法國，之後成為巴黎十八區區長，然後擔任巴黎市議會議長。他之後長期擔任眾議院議員，反對殖民擴張，曾導致茹费理內閣等諸多內閣倒台。他在德雷福斯事件中表現活躍，支持被定罪的猶太裔軍官阿尔弗雷德·德雷福斯。
1902年，克里蒙梭以左派激進黨的身分被選為瓦爾省參議員。1906年，他被任命為內政部長，在職期間堅決鎮壓工人罷工，並自稱為「法國第一警察」。同年底，他成為法国总理，並擔任上述兩個職位直到1909年。1913年，他創建報紙《自由人報》，支持徵兵制與提高軍備，並在第一次世界大戰爆發後反對和平主義與反軍國主義思想。1917年，他再度出任法国总理，領導法國贏得戰爭，並在巴黎和会擔任法國代表。1920年，他拒絕參加總統選舉，並辭去所有政府職務。1929年，克里蒙梭在巴黎去世。

## 生平

### 早年
喬治·克里蒙梭於1841年9月28日出生在法國西部旺代省的穆耶龙昂帕雷村。其父邦雅曼·克里蒙梭（Benjamin Clemenceau）與母艾瑪·戈特羅（Emma Gautreau）共育有六名子女，喬治排行老二，誕生於外祖父母家中。克里蒙梭因其家族皆是無神論者，所以在出生時並未受洗，並因此在當時社會引人側目。其父為醫生與地主，但並未長期執業。克里蒙梭自幼受父親教導，接受嚴格的科學教育，並被要求絕不依賴天主教信仰。克里蒙梭家族所秉持的無神論立場，在極為虔信宗教的旺代地區屢遭非議。然而，其家族聲望仍然顯赫，使得克里蒙梭童年得以與同齡人一同嬉戲。他一生不曾遺忘自己在旺代成長的記憶，時常憶及故鄉。
由於法國鄉間學校稀少，克里蒙梭的啟蒙教育由其父親親自教授。克里蒙梭之父學識淵博，涉獵政治與哲學，且擅長小提琴與繪畫。克里孟梭的政治理念正是在此時期奠定，他開始篤信民主共和，並憎惡拿破崙三世的君主統治。其父教導他，人應當透過科學與道德思辨追求至善。至少年時，克里孟梭學識已足，使其得以考入南特中學。1858年，他追隨父親的腳步，投入醫學學習。同年，其父邦雅曼·克里蒙梭因曾參與推翻政權的活動，成為拿破崙三世專制統治下的打壓對象。他因為長期參與共和派會議，並支持其理念，成為當局下令逮捕的共和派人士之一，並被判流放至法國位於非洲的殖民地阿爾及利亞。然而，克里蒙梭因爲輿論強烈抗議獲得赦免，未曾真正前往非洲。這段父親的凶險經歷，進一步鞏固了喬治·克里蒙梭在青年時所建立的政治信念。

### 抵達巴黎

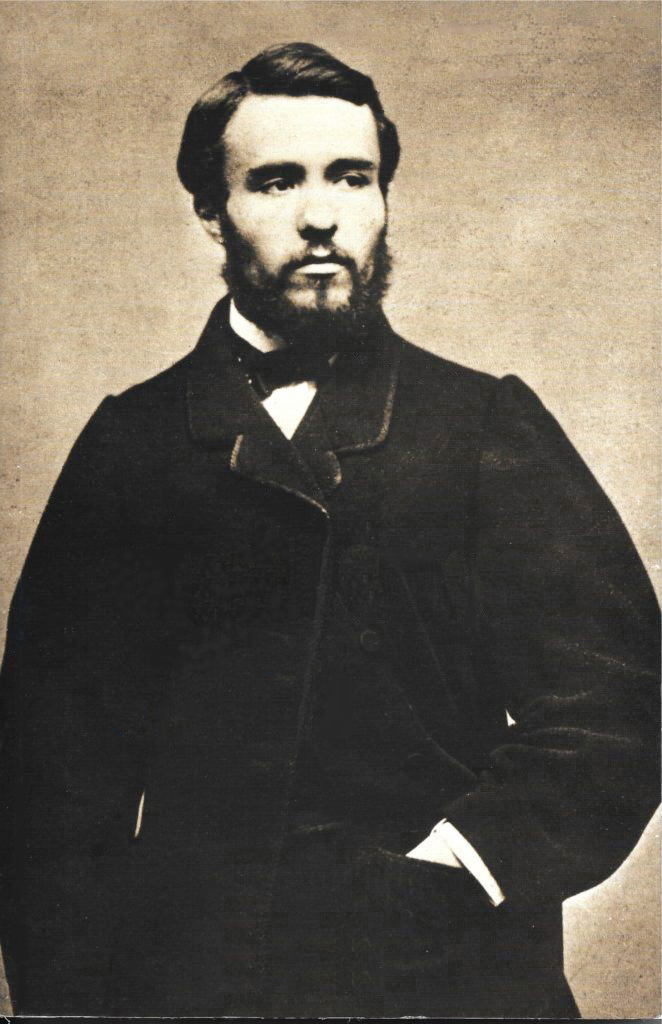
24歲的喬治·克里蒙梭

1861年，19歲的克里蒙梭離開南特，隨父親遷居巴黎。當時法國首都對於一位渴望深造的年輕學者而言，無疑是理想之地。他們定居於拉丁區的吊刑街，鄰近索邦大學。克里蒙梭在此結識了眾多朋友與政界人士，部分源於父親的人脈，其中最早結交的便是著名共和派活動家埃蒂安·阿拉戈。克里蒙梭透過他的引薦，得以認識埃米尔·左拉、儒勒·米什萊與維克多·雨果等名人。他來到巴黎後，常與學識淵博卻放蕩不羈的知識分子為伍，然其自身行事風格迥異，衣著整潔端莊，與巴黎的波希米亞主義格格不入。他赴巴黎不僅為了完成醫學學業，亦積極投身寫作。僅在巴黎居住一個月後，便與友人共同創辦傾向左翼共和派的《勞動報》。這份每週發行的報刊猛烈抨擊拿破仑三世政權，並鼓動民眾發起抗議。1862年2月25日，克里蒙梭與兩名共和派人士被捕，關押於馬扎斯監獄。他進入監獄時，被命令使用已被前數名囚犯使用過的污水沐浴。克里蒙梭在獄中度過73天，在出獄後短暫返回旺代，但數週後再度回到巴黎。多年後，他仍時常憶及此段經歷。此次入獄標誌著《勞動報》的終結，然而克里蒙梭的政治理念不僅未曾動搖，反而愈發堅定。他經常探訪獄中的共和派人士，從中學習民主思想，並深受政治活動家路易·奧古斯特·布朗基與奧古斯特·舍雷-凱斯特內的影響。此外，他曾向舍雷-凱斯特內的內妹求婚，但遭到拒絕，令其陷入短暫的憂鬱。
克里蒙梭在情感受挫後，將全部精力投入學術研究。他在醫學家夏爾-菲利普·羅班指導下，撰寫了博士論文《解剖結構要素的生成》（De la génération des éléments anatomiques），並於1865年5月通過答辯。然而，此論文僅觸及醫學表層，更多涉及生命起源與哲學問題。他深受奥古斯特·孔德學說影響，並以其學說為研究基礎。克里蒙梭完成學業後，決定前往美國以進一步發展其政治與思想理念。其父親同意資助此行，並於1865年7月25日與他一同前往伦敦。在當地，他拜會了哲學家约翰·斯图尔特·密尔。此行對克里蒙梭影響深遠，密爾的民主理論進一步鞏固了他的政治信念。此外，他還獲准將密爾的最新著作譯為法文。

### 定居美國及婚姻

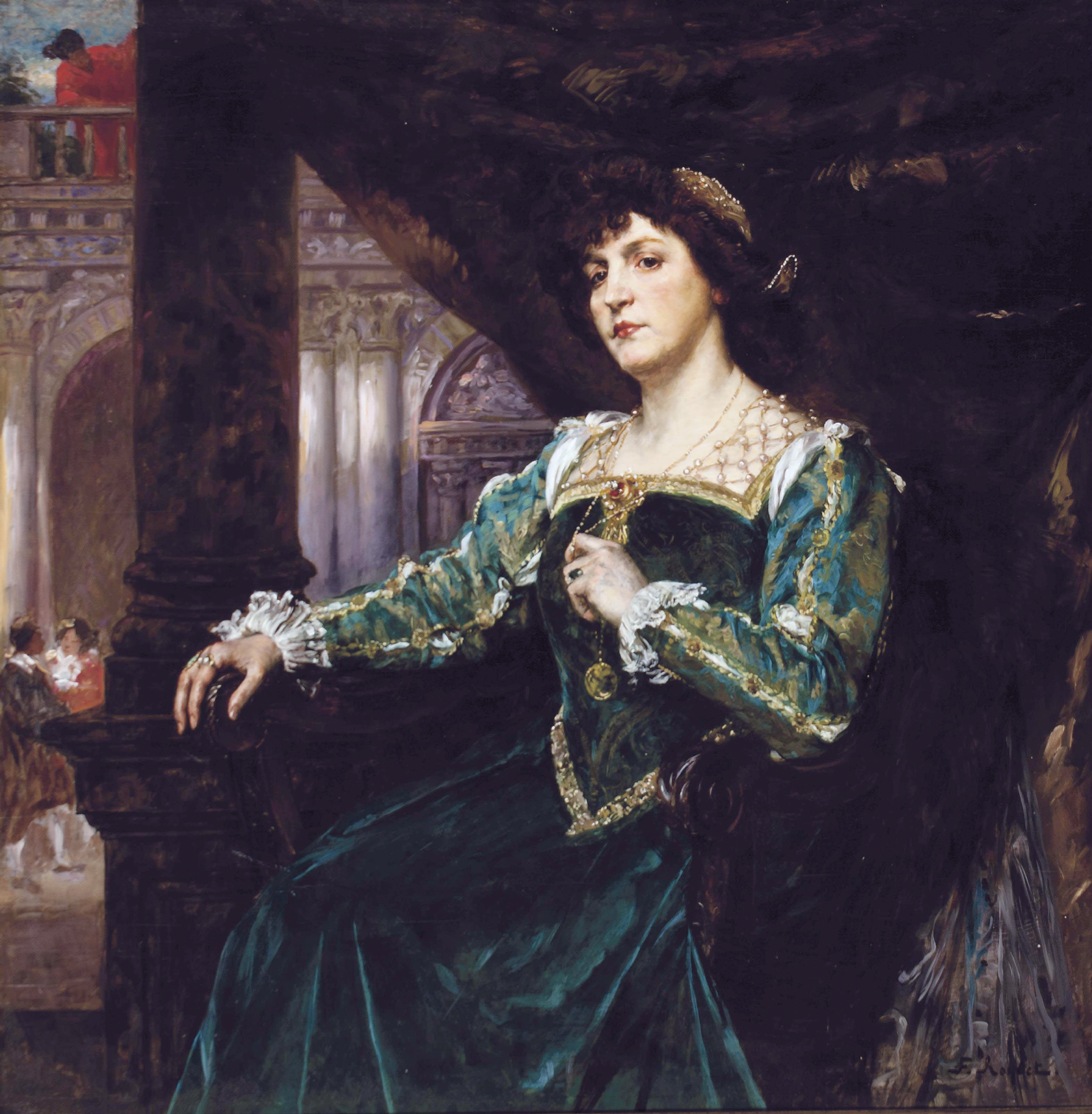
瑪麗‧普盧默

當克里蒙梭於1865年8月底抵達纽约時，美國尚處於從南北戰爭的創傷中恢復。對於這位年輕的法國人而言，當時的局勢無疑令人振奮。他認為聯邦的勝利及奴隸制度的廢除，對美國的民主未來而言是正向發展。他原本計劃在美國停留六個月，但最終直到四年後才返回法國。他定居於格林威治村，該地當時被視為法國區的一部分。紐約的法國社群多傾向於拿破崙三世的反對者，這使克里蒙梭在當地法僑間頗具優勢。他在此期間返回巴黎，但因爲當時法國政局不穩，他在巴黎的許多朋友已紛紛離開，並有不少人流亡至北美。
當克里蒙梭的父親邦雅曼意識到兒子無意歸國後，便切斷了對他的經濟支援。克里蒙梭不得不自行謀生，遂決定投身新聞業，為法語報紙《時報》撰寫美國政治分析。此外，他還在康乃狄克州斯坦福教授法語與馬術。他的教學風格極具個人特色，曾有學生回憶：「他在講解時，會突然從椅子上站起來，一腳踢開門鎖處的門，然後毫不停頓地繼續授課。」他的學生之一是來自麻薩諸塞州的瑪麗·伊莉莎·普拉默。她自幼喪親，由其叔父霍勒斯·泰勒資助學業。1868年，克里蒙梭向普拉默求婚，但泰勒對此頗有微詞，尤其是在克里蒙梭拒絕於教堂舉行婚禮後更加不滿。儘管如此，兩人仍於1869年6月23日在泰勒家中完婚。次日，他們便啟程前往法國旺代。在當地，克里蒙梭首次正式從醫。他騎馬奔走於旺代農村，為鄉民提供醫療服務。克里蒙梭與瑪麗的婚姻並不幸福，兩人共育有兩名女兒與一名兒子。長女瑪德萊娜於1870年6月出生。然而，克里蒙梭對婚姻始終不忠。

### 法國政壇

#### 普法戰爭
克里蒙梭一家在旺代平原的寧靜生活，隨著1870年7月18日普法戰爭的爆發而驟然中斷。戰爭伊始，普魯士軍隊的優勢便已顯而易見，克里蒙梭因此察覺到推翻拿破崙三世政權的契機，遂啟程前往巴黎，將妻女留在家中。他迅速與學生時代的共和派舊友重新聯繫，並在反對派陣營中確立了自己的地位。同年9月初，法軍在色当会战中戰敗，拿破崙三世被俘。共和派代表遂成立「國防政府」，實現了克里蒙梭的夙願——推翻君主制，法蘭西第三共和國就此誕生。他的許多友人在新政府內擔任要職，而他本人則被任命為巴黎十八区的區長，當時他即居於此地，並提供醫療服。他的首要職責是防禦普軍的進攻，守衛巴黎最大街區之一的十八区。當整座城市陷入圍困時，克里蒙梭展現出卓越的組織與監督能力，指揮該區防禦體系的運作。他亦負責確保糧食與各類必需品的公平分配，以應對圍城期間的物資短缺。此外，他嚴格要求教師不得在課堂時間內帶領學生參與宗教儀式，這一舉措雖引發部分批評，但其個人聲望依舊高漲。克里蒙梭亦當選為法國國民議會議員，但因爲巴黎局勢緊張，議會改於波尔多舉行會議。最終，巴黎圍城戰於1871年1月26日落幕。數日後，德意志帝國在凡爾賽宮鏡廳宣告成立。

#### 議員生涯
克里蒙梭在國民議會與眾多法國政要共事，其中不乏主張與德國媾和並恢復君主制的保皇派。他們多來自法國鄉村地區，由阿道夫·梯也爾領導。克里蒙梭自青年時期便為堅定的反君主主義者，他與共和派議員主張將國民議會的會議中心留在巴黎，但因為保皇派勢力佔優，議會最終決定遷至凡爾賽宮。

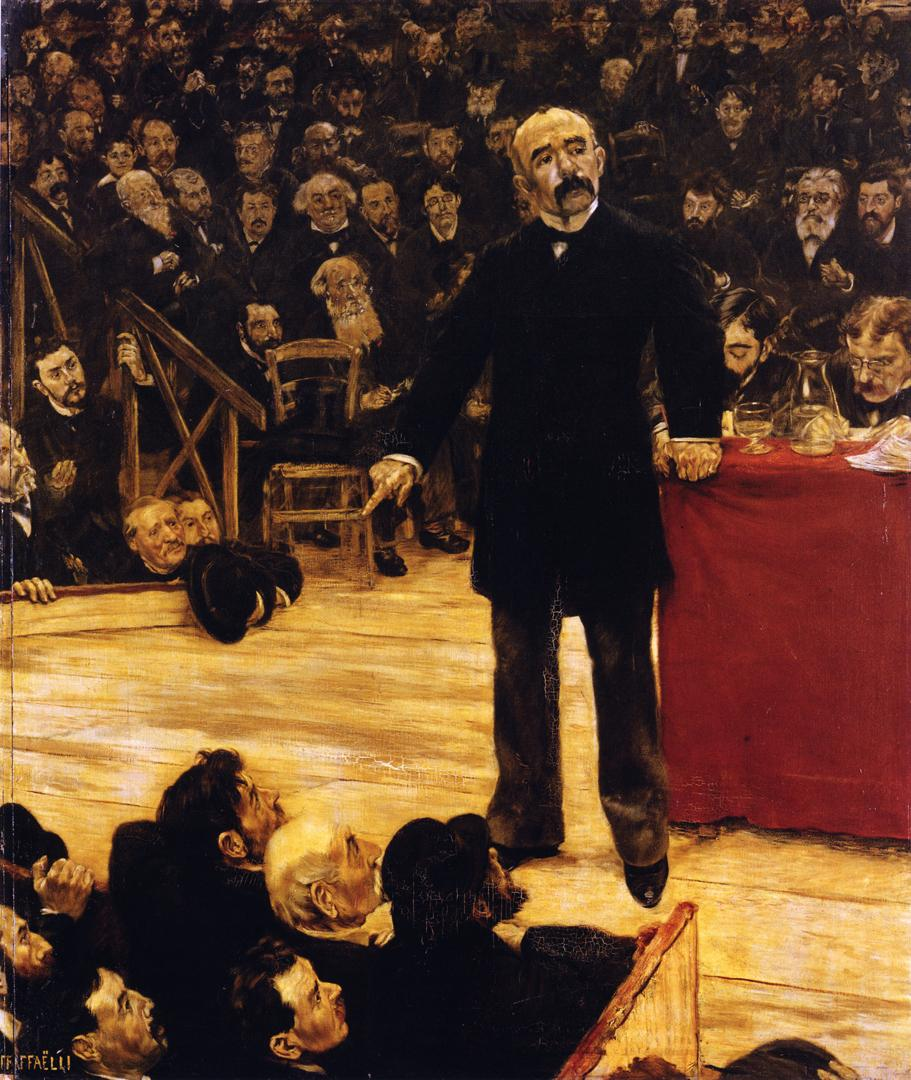
克里蒙梭在議會演說

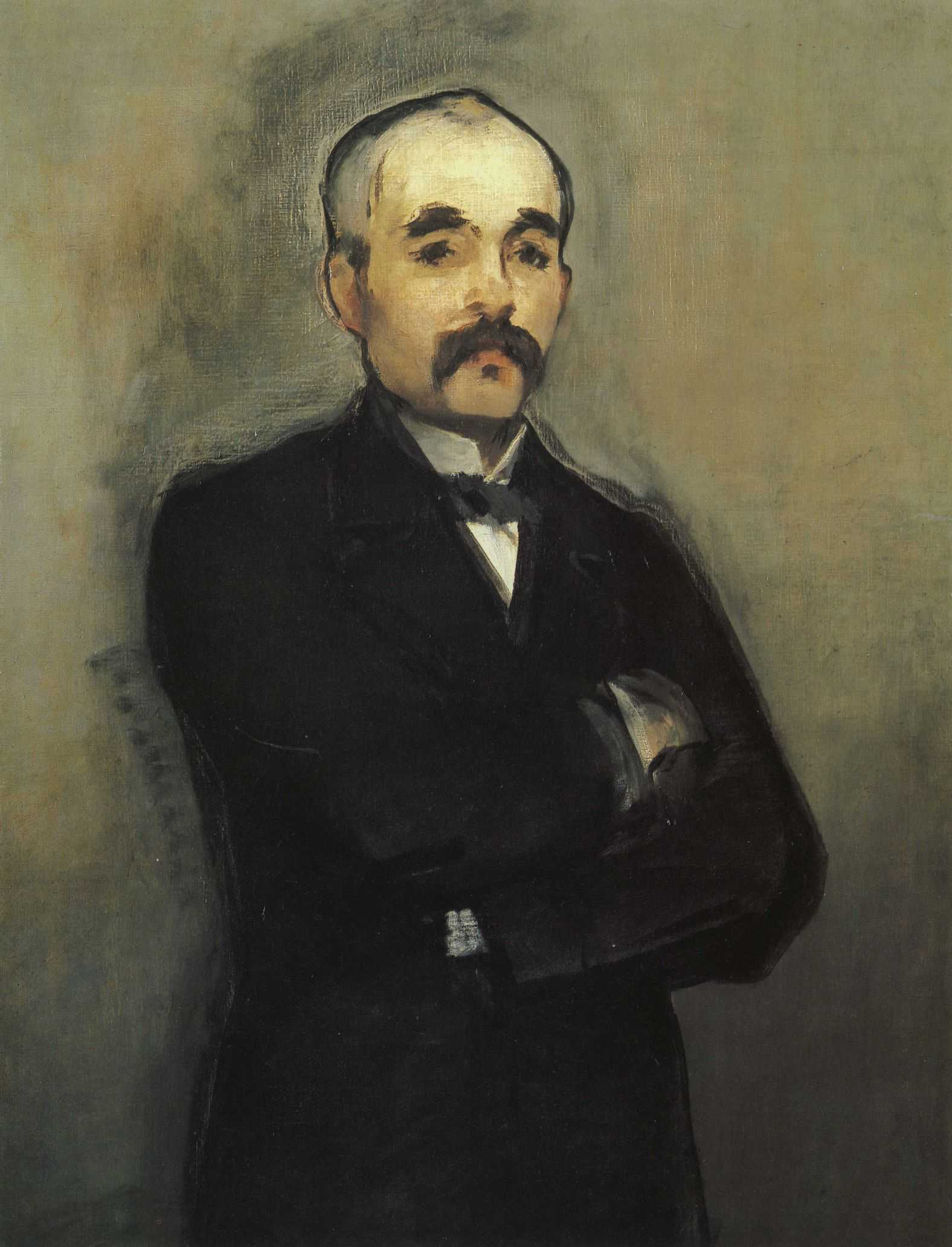
克里蒙梭，愛德華·馬奈繪

1871年3月，巴黎公社掌控全城，並統治巴黎達兩個月之久。克里蒙梭的聲譽因此嚴重受損，因為公社奪權所用的火炮正是來自巴黎十八區。1871年3月18日清晨，勒孔特將軍麾下部隊的炮兵叛變，將其殺害並扣押大量火炮，將軍備物資交給公社。巴黎公社的部分政治立場與克里蒙梭相近，皆反對君主制與保皇派，但公社的行動更加激進。此次事件後，克里蒙梭失去了國民議會的議席，且未能在後續選舉中成功當選。法國政府於5月平定巴黎公社之際，克里蒙梭正在波爾多。1871年5月10日《法蘭克福條約》簽訂，普法戰爭正式結束，法國割讓阿爾薩斯-洛林予德意志，這對克里蒙梭而言亦是一場重挫。同年7月，他當選為新成立的巴黎市議會議員。在隨後四年裡，他同時擔任醫生與市議員，並於1875年晉升為市議會主席。
1876年，克里蒙梭順利當選此時已改稱為「眾議院」的議員席位，並加入由極左翼人士組成的激進共和派。他起初擔任黨內秘書，旋即在同年升任黨主席。他始終堅持為遭囚禁的公社成員爭取大赦。1880年，他於馬賽發表宣言，闡明該黨的政治綱領，其中一項核心訴求即為徹底實現政教分離。此外，他亦主張廢除參議院與總統制、縮短兵役期限，並最終達成全面和平。1880年代，克里蒙梭因其接連促使六位政府部長辭職，而獲得「倒閣能手」之稱。然而他在政壇上亦飽受批評，反對者指責他僅知批判他人，而拒絕親自參與行政事務。對此，克里蒙梭予以辯護，稱他反對這些內閣，乃因其施政理念偏重工業資本，使勞工處於劣勢，並傾向於保護雇主利益。當時，工人每日勞動12小時，且每週無休，童工亦被廣泛雇用於繁重體力勞動。克里蒙梭堅定支持工人抗議與罷工，此議題在整個十年間持續引發熱議，而天主教會亦借機猛烈抨擊克里蒙梭。
克里蒙梭在政治鬥爭中不時以決鬥解決紛爭，他槍法精湛，屢戰不敗。他的主要政敵之一是堂親喬治·布朗熱。克里蒙梭起初支持布朗熱，並促成其出任戰爭部長，認為兩人理念相近。然而當布朗熱意圖復辟君主制並奪取國家政權時，二人決裂。布朗熱的聲望一度飆升，但終究未能實現其目標。他在多年來他試圖解散眾議院，卻始終未能擊敗克里蒙梭。最終克里蒙梭成功說服時任總理皮埃尔·蒂拉尔警惕布朗熱的政治野心。布朗熱在意識到自身敗局已定後，逃往比利時並最終自盡。克里蒙梭的新聞事業亦持續發展。1880年1月，他創辦日報《正義報》，以推廣激進共和黨的政治主張，並抨擊政敵。該報亦對法國殖民主義問題提出批評。克里蒙梭反對殖民擴張，其理由有三：一、殖民競爭將加劇與英國的對立，恐導致歐洲局勢動盪；二、法國軍隊分散駐紮於各殖民地，將使本土防禦力下降；三、殖民開支龐大，將增加賦稅，進而引發民怨。
1892年，克里蒙梭的聲譽因其捲入與巴拿马运河建設有關的貪腐醜聞而受打擊，他被指控與主導該計畫的科爾內留斯·赫茨有利益勾結。赫茨早在1879年便提出巴拿馬運河計畫，克里蒙梭儘管反對殖民主義，卻未對此案表示異議，惟拒絕政府資助該工程。然而當克里蒙梭專注於與布朗熱的政治鬥爭時，眾議院通過了對赫茨的財政支持，最終該工程於1887年宣告失敗。此事原已被遺忘，直至某法國報紙指控約150名眾議員曾收受賄賂，行賄者為曾成功建造蘇伊士運河的费迪南·德·雷赛布，克里蒙梭亦名列其中。其最激烈的批評者為保羅·德魯萊德，此人為繼布朗熱後克里蒙梭最大的政敵。1892年12月20日，德魯萊德公開指控克里蒙梭貪污，並與赫茨勾結以破壞國家穩定。克里蒙梭隨即向其下戰書，二人數日後決鬥。最終，雙方皆未擊中對手，決鬥無果而終。歷史學者普遍認為，克里蒙梭未能命中對手純屬僥倖，因為當時德魯萊德擁有極高的社會支持率，若克里蒙梭殺死對方，恐將招致嚴重後果。二人之間的政治對抗仍在持續。儘管德魯萊德因缺乏證據而失去公眾支持，克里蒙梭仍於1893年競選連任失利，失去在眾議院的席位。

#### 德雷福斯事件

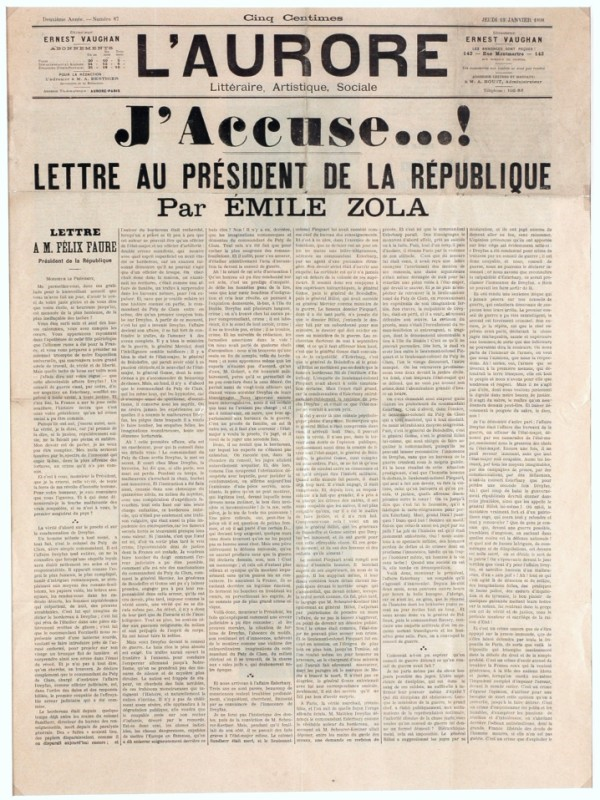
刊登於克里蒙梭主編報紙《黎明報》上的《我控诉…！》一文

克里蒙梭在隨後數年間活躍於新聞界，透過其主辦的日報關注法國政局。其中最具代表性的事件之一，即為1894年底爆發的德雷福斯事件。當時法國軍方發現機密軍事情報遭洩露至德國駐巴黎大使館，遂將於法國猶太裔軍官阿尔弗雷德·德雷福斯逮捕，指控其從事間諜活動，並在缺乏確鑿證據的情況下判處終身監禁，旋即將其發配至法屬圭亞那服刑。克里蒙梭向來反對反猶主義，因此積極為德雷福斯辯護。他在察覺審判過程的諸多不公後，公開譴責該判決為一樁出於種族偏見的錯案。1894年，克里蒙梭創辦《黎明報》，並於1898年1月發表法國作家埃米尔·左拉的文章——《我控诉…！》。此文以公開信形式，直指時任法國總統费利克斯·福尔。左拉在文中揭露軍方隱匿關鍵證據，導致德雷福斯蒙冤入獄，並嚴詞指控政府包庇司法不公。法國當局隨即判處左拉一年監禁，而克里蒙梭則愈發堅定自身立場。克里蒙梭認為，軍方的腐敗已動搖法國的未來，因此不斷發表評論，推動重新審理德雷福斯案。最終，在歷經四年輿論壓力後，德雷福斯獲得平反。克里蒙梭在此期間發表逾600篇文章，力主重審，並成功促成司法正義的伸張。而他於1898年發表左拉的公開信，更被視為其新聞生涯中的最高成就。

#### 第一任總理任期
克里蒙梭經過九年的政治沉寂，於1902年重返政壇。他憑藉其作為知名新聞人的影響力當選參議員，並加入激進黨。他的聲望因德雷福斯事件進一步，使其在1906年發起對教權主義勢力及天主教會的鬥爭。他揭露了教會擁有的龐大土地資產，並揭發其與當時政府的密切關係，掀起一場大規模抗議運動，最終迫使時任總理莫里斯·鲁维埃辭職。新政府於1906年3月成立，克里蒙梭獲任命為內政部長。同年10月，他首次出任法國總理。第一次世界大戰爆發前，克里蒙梭積極主張現代化法國防衛體系，但法國總參謀部因他在德雷福斯事件中對軍方的猛烈抨擊，而堅決拒絕其提案。無法獲得軍方支持的克里蒙梭，遂轉向國民議會（前眾議院），要求增撥資金以擴充法軍，但國民議會內在1909年7月20日否決了該提案。克里蒙梭認為自己能獲得多數支持，於是發起信任投票，卻意外遭遇失敗，最終辭去總理職務。僅管如此，他仍持續向公眾警告戰爭迫在眉睫，並繼續對總參謀部的無所作為加以批判。在1913年的新聞評論中，他公開倡議強制推行三年期徵兵制，要求所有適齡男子服役。但軍方反對此舉，認為只有職業軍人才能在戰爭中發揮作用。翌年夏末，戰爭終究爆發。

### 第一次世界大戰
克里蒙梭在《自由人報》的評論文章中，猛烈抨擊法國政府的反军国主义政策，內容主要針對軍備生產不足與軍醫體系惡劣的現狀。此外，他還在文章中積極倡導全面動員所有年輕且適役的男性。由於內容過於激進，政府迅速查禁該報。僅兩天後，克里蒙梭即成立新報刊，命名為《被束縛的人報》，繼續發表批評言論。然而其報紙再度遭受嚴格審查，使部分觀點無法刊登。克里蒙梭為此改變策略，直接在參議院發表演說，公開闡述其主張。他在第一次世界大戰期間的核心理念是：戰爭唯有透過戰鬥才能獲勝。因此，他強烈譴責在戰爭進行之際愈發興盛的和平主義運動及其理念。

#### 第二任總理任期

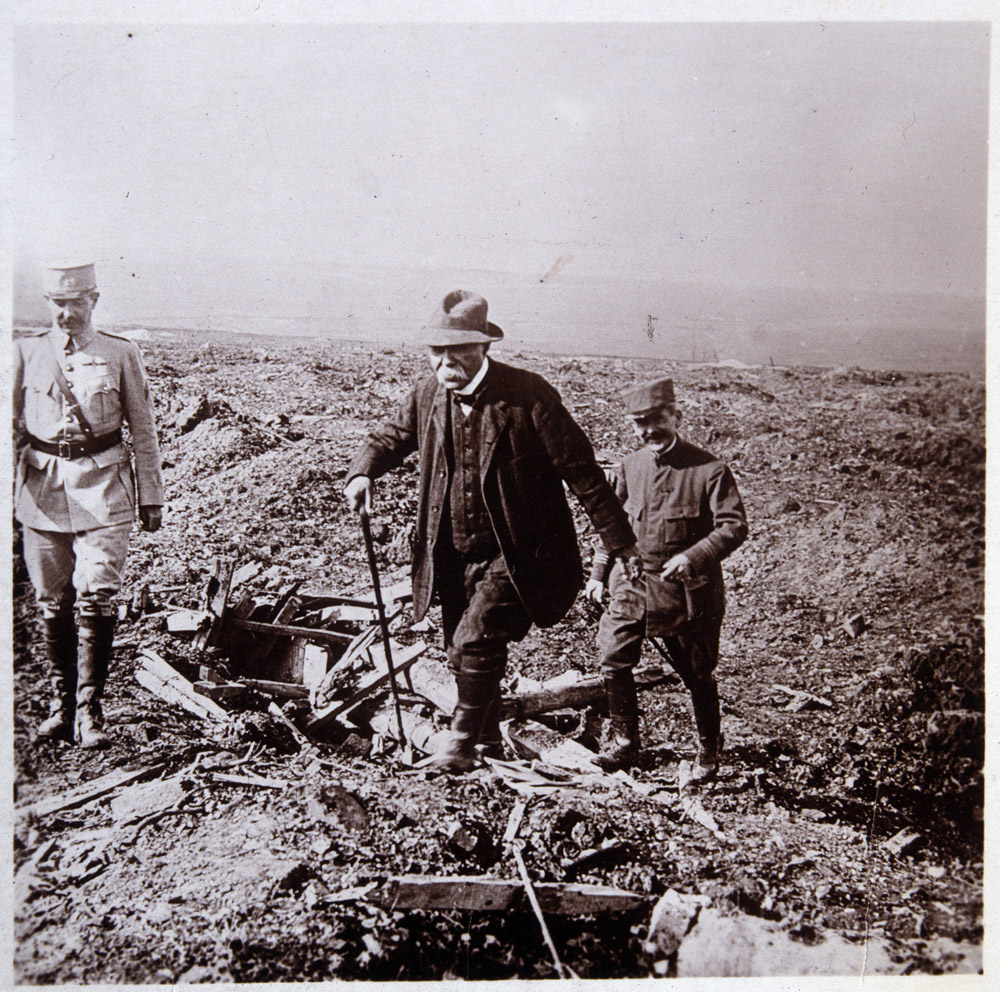
克里蒙梭視察前線

克里蒙梭因作風強硬、言辭犀利，得號「老虎」（Le Tigre）。1917年11月，與他不合的法國總統雷蒙·普恩加萊任命其為法國總理，並兼任亦兼任戰爭部長，使他在77歲高齡時，同時擔任戰時法國最重要的兩項政府職務。克里蒙梭上任後仍精力充沛，全力爭取戰爭最終勝利。他致力於強化與協約國盟邦的合作，同時提升法軍的士氣與組織效率。克里蒙梭親自挑選將領，將主張媾和或妥協的軍官調離要職，並強調「徹底勝利」是唯一選擇。他對任何違反此原則的行為皆嚴懲不貸，甚至打壓和平主義言論，導致許多反戰人士遭到逮捕。然而這種鐵腕政策反而激勵了法軍士氣，使其恢復信心。到了戰爭最後幾個月，克里蒙梭獲得全國支持，法國民眾毫無質疑地信任他，連前線壕溝中的士兵也受其鼓舞。
1918年3月，德軍總指揮官埃里希·鲁登道夫發動春季攻勢，以大規模進攻迫使法軍與英軍後撤。克里蒙梭將此次失敗歸咎於法軍情報部門，認為其未能及時預測德軍攻勢。他為應對德軍威脅，推動協約國聯軍統一指揮體系，任命費迪南·福煦為聯軍總司令，統籌防禦。福煦隨後命令法軍進一步撤退，以重整戰線。5月底，法軍再次失利，被迫退至馬恩河西岸。在此戰敗後，輿論要求克里蒙梭撤換福煦，但他力排眾議，堅持給予福煦挽救巴黎的機會。1918年7月，法軍為首的協約國軍在第二次馬恩河戰役擊敗德軍，並在之後發動大規模反攻，福煦也因功晉升法國元帥。1918年夏秋之際，協約國攻勢持續擴大，同盟國敗局已定。德國面臨敗局時，試圖依據美國總統伍德罗·威尔逊於1918年1月提出的「十四點和平原則」，尋求有條件的停戰。然而，克里蒙梭與多數協約國領袖及將領均反對該方案。他聽聞後嘲諷地回應：「上帝也只有十誡，威爾遜卻有十四條和平原則？」1918年11月11日清晨，福煦等法國代表贡比涅森林與德國代表簽署停戰協議，標誌著第一次世界大戰正式結束。

### 巴黎和會
第一次世界大戰後，協約國與同盟國的和平談判地點定於法國巴黎，並於1919年1月18日正式展開。該會於凡爾賽宮舉行，核心議題為決定德國及其他同盟國戰敗後的命運。克里蒙梭作為法國總理，率領法國代表團參與談判，並與美國總統威爾遜、英國首相勞合·喬治、義大利總理奧蘭多並列為「四巨頭」。

#### 遇刺
巴黎和会召開一個月後，談判仍未取得具體成果。2月14日，美國總統伍德罗·威尔逊於因國內政務返回華盛頓。2月19日，法國無政府主義者埃米爾·科坦在近距離朝克里蒙梭座車開槍射擊9次，有三發子彈擊中克里蒙梭，其中一顆子彈停留於肺部附近。僅管其因此深受重傷，並有一顆子彈因手術取出風險過高而留存體內。他仍迅速康復，隨即重返會議談判。

#### 對德態度

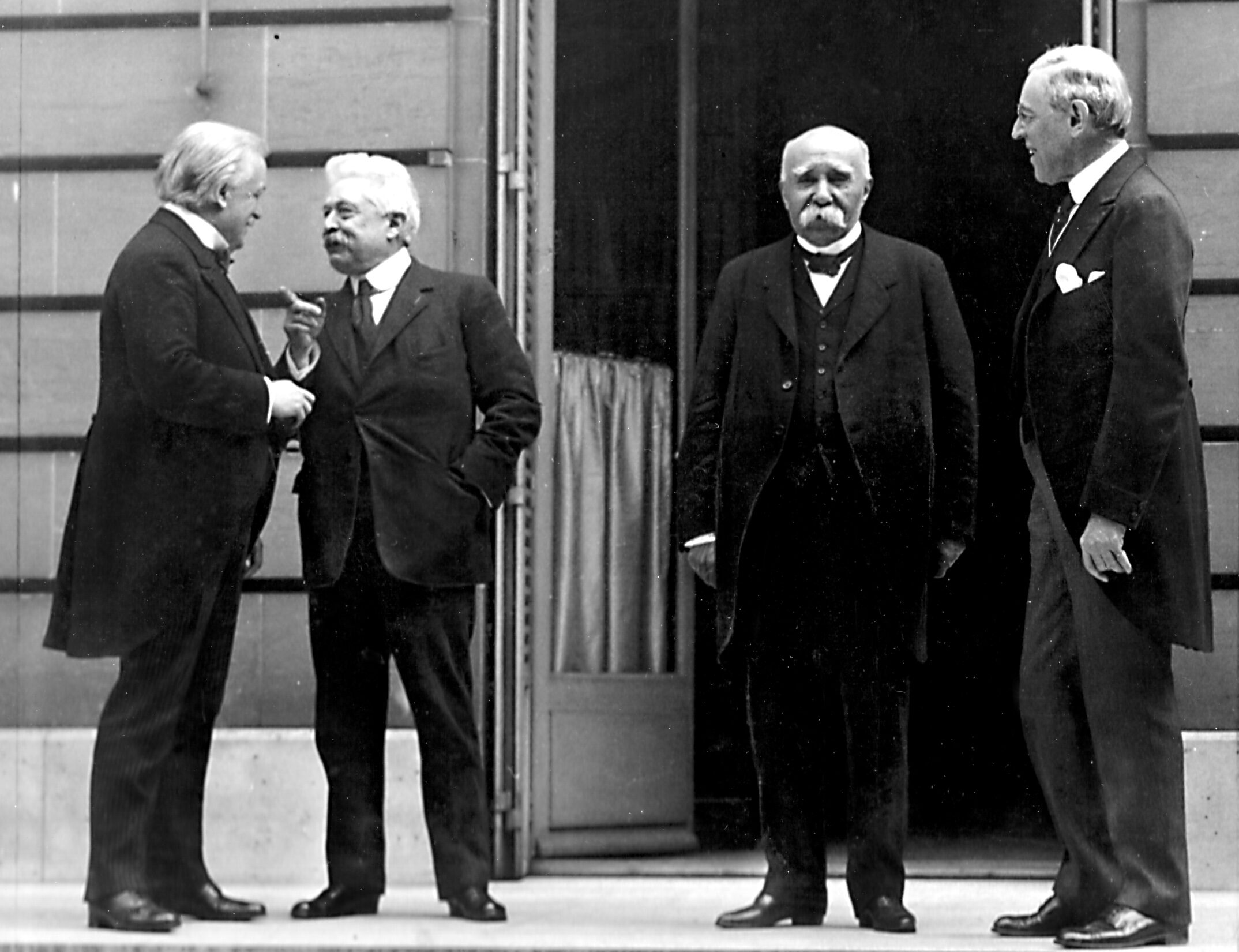
巴黎和會「四巨頭」威爾遜、克里孟梭、勞合·喬治、奧蘭多（從右至左）

克里蒙梭的立場十分明確：戰爭的起因是德國的侵略性，因此必須在軍事與經濟層面削弱德國，以防未來重蹈覆轍。但他亦深知德國仍有能力迅速恢復其國力，因此其要求美國與英國向法國提供安全保障，以防德國違反和平條約。同時，法國最多可持續佔領萊茵蘭15年，在該地區實行非軍事化，並收復於1871年普法戰爭中失去的阿爾薩斯-洛林。此外，克里蒙梭主張將德國西部與法國接壤的所有領土劃為國際聯盟監管下的獨立地區，但此提案未獲通過。至於薩爾蘭，法國代表團原本要求完全控制當地的煤礦與土地，以作為補償，理由是德軍在戰爭期間摧毀了許多法國礦區。然而，美國總統威爾遜反對此提案，最終由英國首相勞合·喬治提出折衷方案，即15年佔領期滿後，由當地居民公投決定是否回歸德國。對於克里蒙梭在和會上的妥協，法國總統雷蒙·普恩加萊與費迪南·福煦元帥皆深感不滿，並批評其對德國過於寬容。他們認為，唯有建立一個獨立的萊茵區，才能確保法國長久的安全。福煦甚至警告說：「克里蒙梭談判所得的不是和平，而是20年的停戰。」最終，《凡尔赛条约》於1919年6月28日在凡爾賽宮正式簽署。

### 晚年

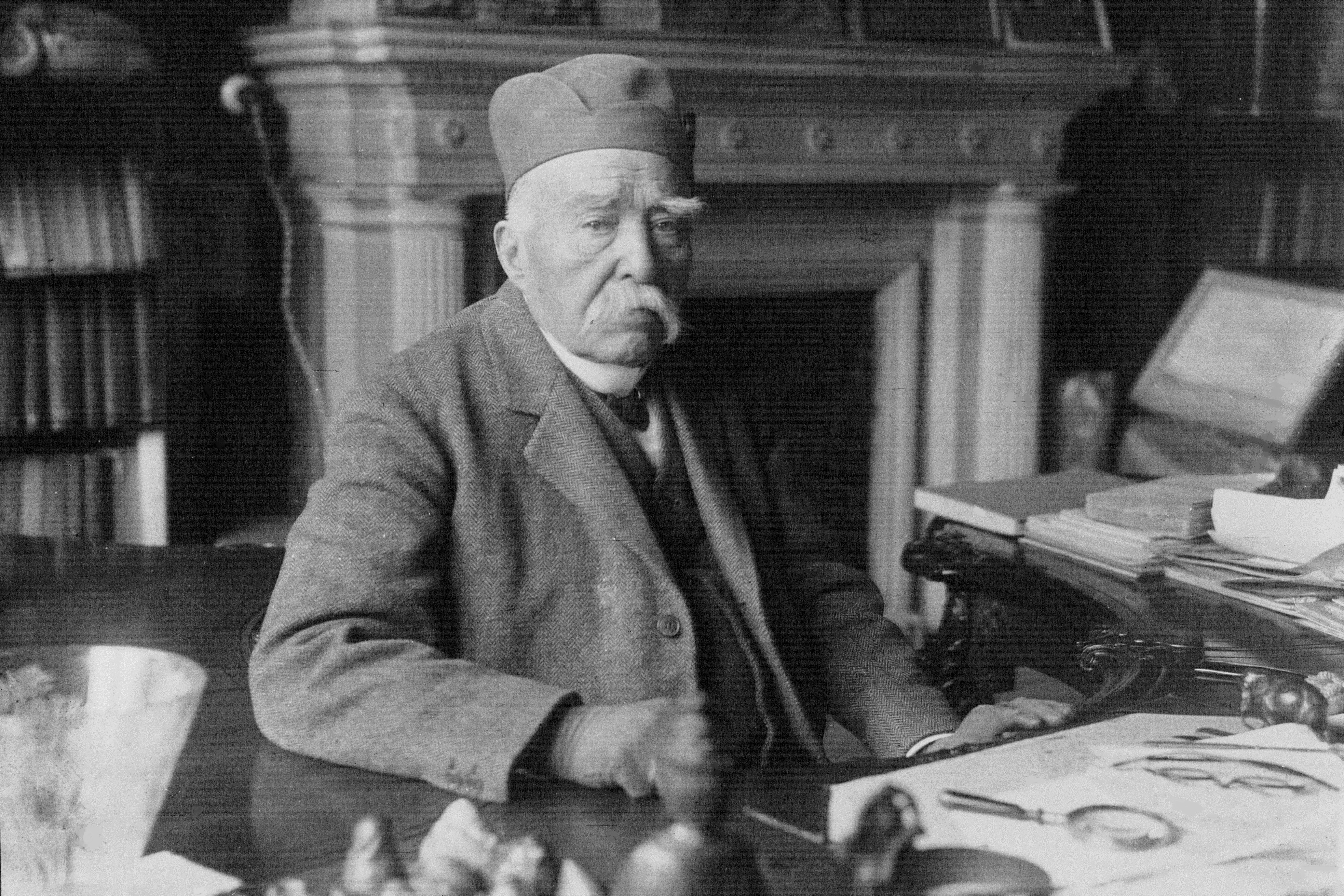
87歲的喬治·克里蒙梭

1919年11月11日，法國眾議院改選，儘管當選議員中多為退伍軍人，克里蒙梭卻未能獲得他們的支持，原因在於他們認為克里蒙梭在巴黎和會的談判中立場不夠強硬。克里蒙梭遂於1920年1月20日結束其第二次總理任期，亦就此退出政壇。此後數年，克里蒙梭投身旅行。1919年春季，他前往埃及，年底則造訪中東，隨後半年間遊歷亞洲，經東印度群島、馬來亞，最遠抵達英屬印度。1922年12月，81歲的克里蒙梭赴美，試圖說服美國政府加入國際聯盟，然因其並未持官方身分，其提議未獲重視，美国参议院始終未予批准。
晚年，克里蒙梭居於巴黎，專注寫作，主要探討其哲學觀點，並撰有《狄摩西尼》傳記。此外，他還因為費迪南·福煦對其的指責，而著手撰寫有關第一次世界大戰與巴黎和會的回憶錄。然而，這部名為《一場勝利的輝煌與悲哀》的回憶錄尚未完成，克里蒙梭即於1929年11月24日於巴黎辭世，享壽88歲。克里蒙梭安葬於其故鄉旺代，墓地簡樸，其雙親亦葬於其側。

## 另見
- 克里孟梭級航空母艦

## 註腳
1. 1 2 3  Gottfried（1987年），第26页
2. ↑  Ellis（1980年），第3页
3. 1 2  Jackson（1962年），第11页
4. ↑  Jackson（1962年），第12页
5. ↑  Agulhon（1993年），第32页
6. 1 2 3  Gottfried（1987年），第29页
7. 1 2 3  Jackson（1962年），第16页
8. ↑  Jackson（1962年），第13页
9. 1 2  Jackson（1962年），第17页
10. ↑  Jackson（1962年），第18页
11. 1 2 3  Gottfried（1987年），第31页
12. ↑  Jackson（1962年），第23-25页
13. ↑  Ellis（1980年），第27页
14. 1 2 3 4  Gottfried（1987年），第33页
15. ↑  Ellis（1980年），第29页
16. ↑  Ellis（1980年），第30页
17. 1 2  Gottfried（1987年），第34页
18. ↑  Jackson（1962年），第21页
19. ↑  Dallas（1993年），第76页
20. ↑  Dallas（1993年），第77页
21. ↑  Jackson（1962年），第22页
22. ↑  Dallas（1993年），第78页
23. ↑  Jackson（1962年），第23页
24. 1 2  Gottfried（1987年），第35页
25. 1 2 3  Gottfried（1987年），第37页
26. ↑  Dallas（1993年），第103页
27. ↑  Gottfried（1987年），第39页
28. 1 2  Gottfried（1987年），第40页
29. 1 2 3 4 5  Gottfried（1987年），第41页
30. ↑  Jackson（1962年），第30–31页
31. ↑  Dallas（1993年），第152–160页
32. ↑  Jackson（1962年），第40页
33. ↑  Gottfried（1987年），第45页
34. ↑  Gottfried（1987年），第49页
35. 1 2 3  Gottfried（1987年），第52页
36. ↑  Gottfried（1987年），第54页
37. ↑  Gottfried（1987年），第46页
38. ↑  Hyndman（1919年），第95页
39. ↑  Hyndman（1919年），第104页
40. ↑  Dallas（1993年），第219页
41. ↑  Hyndman（1919年），第234页
42. ↑  Gottfried（1987年），第64页
43. ↑  Gottfried（1987年），第67页
44. ↑  Gottfried（1987年），第66页
45. ↑  Jackson（1962年），第62页
46. ↑  Gottfried（1987年），第70页
47. ↑  Gottfried（1987年），第72–73页
48. ↑  Hyndman（1919年），第151-152页
49. ↑  Gottfried（1987年），第76页
50. ↑  Gottfried（1987年），第78页
51. ↑  Agulhon（1993年），第87页
52. ↑  Gottfried（1987年），第80页
53. ↑  Gottfried（1987年），第78-79页
54. ↑  Agulhon（1993年），第121页
55. ↑  Hyndman（1919年），第231页
56. 1 2  Gottfried（1987年），第88页
57. ↑  Gottfried（1987年），第90页
58. 1 2  Gottfried（1987年），第97页
59. ↑  Gottfried（1987年），第95页
60. 1 2  Gottfried（1987年），第98页
61. ↑  Gottfried（1987年），第100页
62. ↑  Dallas（1993年），第516页
63. ↑  Dallas（1993年），第553页
64. ↑  Jackson（1962年），第136页
65. ↑  Gottfried（1987年），第103页
66. ↑  Dallas（1993年），第563页
67. ↑  Greene（1970年），第29页
68. ↑  Greene（1970年），第29-30页
69. ↑  Goldberg（1970年），第180页
70. ↑  Neiberg（2003年），第101页
71. ↑  Gottfried（1987年），第104页
72. ↑  Gottfried（1987年），第105-106页
73. ↑  Dallas（1993年），第585页
74. ↑  Gottfried（1987年），第106页
75. ↑  Gottfried（1987年），第107页
76. ↑  Dallas（1993年），第597页

## 外部連結
- 维基共享资源上的相關多媒體資源：乔治·克列孟梭
- The Clemenceau museum
- Encyclopædia Britannica, Georges Clemenceau （页面存档备份，存于）
- Clemenceau, the Man and His Time by Henry Mayers Hyndman at archive.org
- Clemenceau's cartoons （页面存档备份，存于）
- Dreyfus Rehabilitated 的存檔，存档日期15 May 2021.
- Vincent Laniol: Clemenceau, Georges （页面存档备份，存于）, in: 1914-1918-online. International Encyclopedia of the First World War （页面存档备份，存于）.
- Fabienne Bock: Governments, Parliaments and Parties (France) （页面存档备份，存于）, in: 1914-1918-online. International Encyclopedia of the First World War （页面存档备份，存于）.
- Stéphane Tison: War Aims and War Aims Discussion (France) （页面存档备份，存于）, in: 1914-1918-online. International Encyclopedia of the First World War （页面存档备份，存于）.